# غاري ريد (رسام كارتون)
غاري ريد (بالإنجليزية: Gary Reed)‏ (21 مايو 1956، ديترويت في الولايات المتحدة - 2 أكتوبر 2016)؛ روائي أمريكي.